# منوم

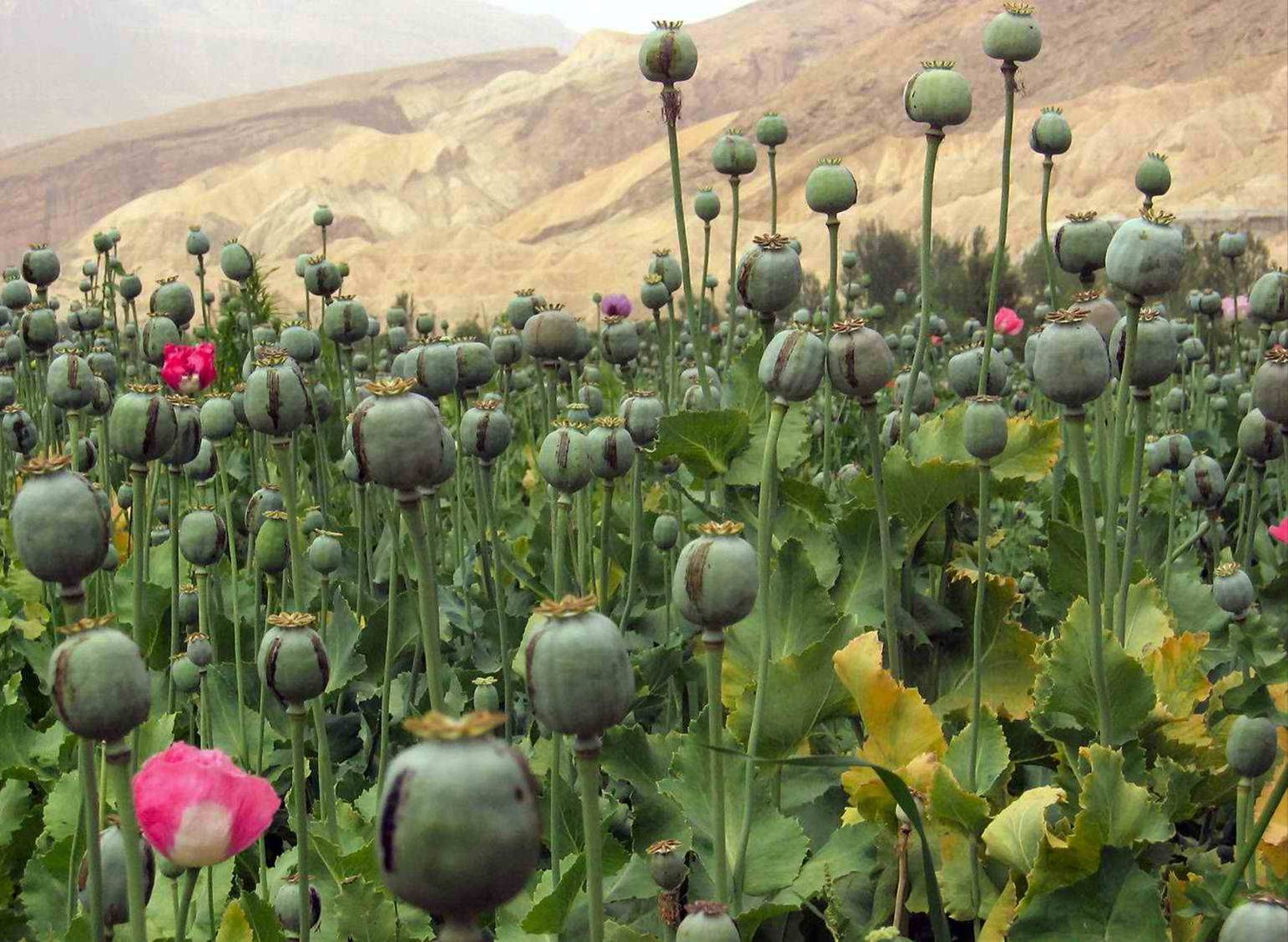

المنومات (بالإنجليزية: Hypnotics) مجموعة من الأدوية الفعالة نفسيا القادرة على إدخال الإنسان في النوم، وتستعمل لعلاج حالات الأرق الشديد.
تتضمن هذه الأدوية
- باربيتورات
- بنزوديازيبينات/اللابنزوديازيبين مثل نيترازيبام ولوبرازولام وزولبيديم وزوبيكلون وايسزوبيكلون وهيدرات الكلورال وكلورميتيازول
- مضادات الهستامين : دوكسيل أمين وبروميتازين وديفينهيدرامين.

هناك عدد من الأدوية المنومة تؤدي للإدمان. بسبب وجود عدد كبير من العوامل المعروفة بزعزعة نمط النوم عند الإنسان، قد يوصي الطبيب بطرق بديلة للنوم، النظافة عند النوم وممارسة الرياضة قبل وصف أدوية النوم. عندما توصف الأدوية المنومة يجب أن تستخدم لأقل فترة ممكنة.